# Hip Hop Kemp
Hip Hop Kemp je mezinárodní hip hopový festival, který se původně konal každý rok koncem srpna v Hradci Králové, v areálu Festivalparku. Do těchto prostor se přestěhoval z původního místa konání v Pardubicích v areálu koupaliště Cihelna. Jde o jeden z největších hip hopových festivalů v Evropě. Návštěvnost se v minulosti pohybovala i kolem 20 000 návštěvníků. První ročník se konal v roce 2002, poslední zatím naposledy v roce 2019.